# Proposta de valor
Uma proposta de valor é uma promessa de valor a ser dada, comunicado e reconhecido. É também uma crença do cliente sobre como o valor (benefício) será entregue, experimentado e adquirido. 
Uma proposta de valor pode se aplica a uma organização em sua integridade, partes dela, contas de seus clientes, seus produtos ou seus serviços.
A criação de uma proposta de valor faz parte da estratégia de negócios. Kaplan e Norton dizem que "a estratégia é baseada em uma proposta de valor diferenciada para o cliente. Satisfazer os clientes é a fonte de criação de valor sustentável." 
O desenvolvimento de uma proposta de valor é baseado numa revisão e análise dos benefícios, custos e valor que uma organização pode oferecer a seus clientes, clientes em potencial e outros grupos constituintes dentro e fora da organização. É também um posicionamento de valor, onde: 
Valor = Benefícios − Custo
(custo inclui risco econômico). 

## Visão geral
Uma proposta de valor é uma declaração que identifica benefícios claros, mensuráveis e demonstráveis que os consumidores obtêm ao comprar um determinado produto ou serviço. Ela deve convencer os consumidores de que este produto ou serviço é melhor do que os outros presentes no restante do mercado. Essa proposição pode levar a uma vantagem competitiva quando os consumidores optam por esse produto ou serviço específico em detrimento de outros concorrentes porque percebem maior valor.
A frase "proposição de valor" (VP) é creditada a Michael Lanning e Edward Michaels, que usaram o termo pela primeira vez em um artigo de 1988 para a empresa de consultoria McKinsey and co. No artigo, intitulado "um negócio é um sistema de entrega de valor", os autores definem proposta de valor como "uma declaração clara e simples dos benefícios, tangíveis e intangíveis, que a empresa fornecerá, juntamente com o preço aproximado que cobrará cada segmento de clientes por esses benefícios". Em uma definição clara e moderna, Labeaux define uma proposta de valor como uma declaração que identifica claramente quais benefícios um cliente receberá ao adquirir um determinado produto ou serviço de um fornecedor. De acordo com Hassan, no entanto, não há uma definição específica para proposta de valor. 
Criar e entregar proposta de valor é uma questão importante que os planejadores de marketing precisam considerar nas estratégias de planejamento . As propostas de valor variam entre os setores e entre os diferentes segmentos de mercado dentro de um setor. Capon e Hulbert vincularam o sucesso das empresas no mercado ao valor fornecido aos clientes.  Eles introduziram um princípio de valor para o cliente, com insights do cliente direcionando as atividades de marketing da empresa. O valor do cliente também deve orientar as decisões de investimento e produção, porque os clientes percebem valor nos benefícios do produto ou serviço que recebem. Consequentemente, à medida que o ambiente muda, e a experiência do cliente e seus desejos mudam, o valor que eles buscam muda. Como resultado, as empresas são pressionadas a investir mais recursos em pesquisa de marketing; permitindo-lhes obter insights profundos sobre os clientes e, assim, melhorar a proposta de valor.
Os consumidores estão sempre procurando o melhor negócio possível com a melhor qualidade e como esses produtos ou serviços contribuirão para seu sucesso. A proposta de valor é a promessa que a empresa dará ao consumidor para garantir o melhor valor possível. É uma declaração criativa que retrata o ponto de venda exclusivo. Sem essa declaração, você perde a oportunidade de dizer aos consumidores por que eles devem escolher você em vez dos concorrentes. Um objetivo importante em uma empresa é convencer os clientes de que eles estão obtendo muito mais benefícios.  Vindo da perspectiva do cliente, os compradores não estão apenas perguntando como esse produto é diferente de um que eles já estejam usando, mas que valor esse produto ou serviço pode ter. Os clientes procuram respostas que possam melhorar ou substituir produtos ou serviços. Os clientes nunca comprarão um produto ou serviço se não sentirem que estão recebendo o melhor negócio possível. Portanto, a proposta de valor é importante para as empresas e seu sucesso. 
A proposta de valor é diferenciar a marca dos concorrentes. Para entender e ter uma ideia sobre a proposta de valor é importante analisar o negócio através do marketing mix: identificar o que é o produto ou serviço, o preço do produto ou serviço, onde será vendido e como esse produto ou serviço será promovido. Identificar essas questões-chave ajuda a esclarecer e tornar a proposta de valor mais óbvia. Outra estratégia que vem sendo utilizada para auxiliar no processo de aprendizado e crescimento de um negócio é o balanced scorecard. Este conceito foi desenvolvido por Robert Kaplan e David Norton em 1990, para ajudar a comunicar a proposta de valor de uma forma que as empresas possam entender. Os mapas criam uma representação visual dos objetivos e metas do negócio, tornando-o mais acessível.  Por meio dessas teorias a proposição torna-se mais óbvia e mostra aos consumidores por que esse produto ou serviço é tão especial para o mercado. Uma vez que as empresas determinam o que torna esse item ou serviço tão excepcional em comparação com os concorrentes, ela pode começar a orientar um negócio com mais clareza. Isso pode levar a conceitos e ideias de marketing. A proposta de valor ajuda a empresa a entender quais são seus principais focos e objetivos dentro da empresa e ajuda a entender as necessidades do consumidor.
Ao criar uma proposta de valor é importante pensar nestas questões-chave: Qual é o produto ou serviço? Quem é o mercado-alvo? Que valor o produto ou serviço oferece? Como isso é diferente dos concorrentes? Muitas empresas que podem responder a isso terão uma proposta de valor relativamente forte, pois sabem como seu produto ou serviço se diferencia dos concorrentes. Mas é mais do que apenas entender e reconhecer o que os torna diferentes; trata-se de criar uma declaração que envolva os clientes na compra de bens ou serviços. Há muitos benefícios que a proposta de valor pode ter em um negócio. Esses benefícios incluem forte diferenciação entre a empresa e seus concorrentes, aumento de quantidade, melhor eficiência nas operações e aumento de receita. Ao criar também uma relação mais pessoal e honesta com os consumidores através da proposta de valor também dá a eles mais um motivo para escolher você. Esses benefícios ajudarão o negócio a crescer e ter sucesso no mercado.